# Ligne de La Loupe à Prey
 (novembre 2021).
Si vous disposez d'ouvrages ou d'articles de référence ou si vous connaissez des sites web de qualité traitant du thème abordé ici, merci de compléter l'article en donnant les références utiles à sa vérifiabilité et en les liant à la section « Notes et références ».
La ligne de La Loupe à Prey est une ligne ferroviaire française, qui reliait les gares de La Loupe et de Prey, dans les départements d'Eure-et-Loir et de l'Eure.
Cette ligne constitue la ligne 422 000 du Réseau ferré national.

## Histoire

### Ouvertures
- 27 juillet 1886 : ouverture de la section de Verneuil-sur-Avre à Damville
- 1er juillet 1888 : ouverture de la section de Damville à Prey
- 11 novembre 1889 : ouverture de la section de La Loupe à Verneuil-sur-Avre

### Fermetures du service voyageurs
- 7 novembre 1938 : fermeture de la section de La Loupe à Verneuil-sur-Avre
- 1er juillet 1939 : fermeture de la section de Verneuil-sur-Avre à Prey

### Fermetures du service marchandises
- 4 octobre 1953 : fermeture entre La Framboisière et La Ferté-Vidame - Lamblore
- 1er juillet 1964 : fermeture entre Verneuil-sur-Avre et La Guéroulde
- 24 mars 1967 : fermeture entre Senonches et La Framboisière
- 3 novembre 1969 : fermeture entre La Ferté-Vidame - Lamblore et Verneuil-sur-Avre
- 10 juillet 2008 : fermeture entre La Guéroulde et Prey

## Desserte
L'indicateur Chaix de novembre 1922 indique 3 allers-retours quotidiens sur la ligne La Loupe - Évreux, avec un terminus intermédiaire à Verneuil-sur-Avre. La gare d'Évreux-Embranchement se trouve à une dizaine de kilomètres au-delà de celle de Prey, avec comme gare intermédiaire celle de Saint-Aubin-du-Vieil-Évreux.
La desserte La Loupe - Verneuil-sur-Avre dure un peu moins d'une heure 15 minutes pour le train le plus rapide, et près de 3 heures pour le train le plus lent - qui est un train dit "marchandises / voyageurs" (M.V.). La desserte de Verneuil-sur-Avre à Évreux dure entre une heure et demie et trois heures vingt minutes en fonction des trains.
L'indicateur Chaix de 1945 mentionne un train MV (Marchandises Voyageurs), entre La Loupe et Verneuil cette année là. 

## Projet de réouverture
En 2020, un projet de réouverture de la ligne entre Senonches et La Loupe via Fontaine-Simon est étudié par l'association Senonches sur les rails .